# Chaumont, Haute-Marne
Chaumont là tỉnh lỵ của tỉnh Haute-Marne thuộc vùng Grand Est của nước Pháp.